# Mainfonds
Mainfonds era una comuna francesa situada en el departamento de Charente, de la región de Nueva Aquitania, que el 1 de enero de 2016 pasó a ser una comuna delegada de la comuna nueva de Val-des-Vignes al fusionarse con las comunas de Aubeville, Jurignac y Péreuil.

## Demografía
| Gráfica de evolución demográfica de Mainfonds entre 1800 y 2013 |
|                                                                 |

Los datos demográficos contemplados en este gráfico de la comuna de Mainfonds se han cogido de 1800 a 1999 de la página francesa EHESS/Cassini, y los demás datos de la página del INSEE.